# United States Air Force Academy
Die United States Air Force Academy (abgekürzt USAFA, deutsch: „Akademie der Luftstreitkräfte der Vereinigten Staaten“) ist eine Einrichtung zur Offiziersausbildung der United States Air Force und United States Space Force. Der Campus befindet sich nahe der Stadt Colorado Springs im Bundesstaat Colorado in den Vereinigten Staaten. Gegründet wurde die Akademie im Jahre 1954. Ähnlich den Akademien der anderen Teilstreitkräfte ist die Ausbildung in den Vereinigten Staaten hochangesehen.

## Geschichte

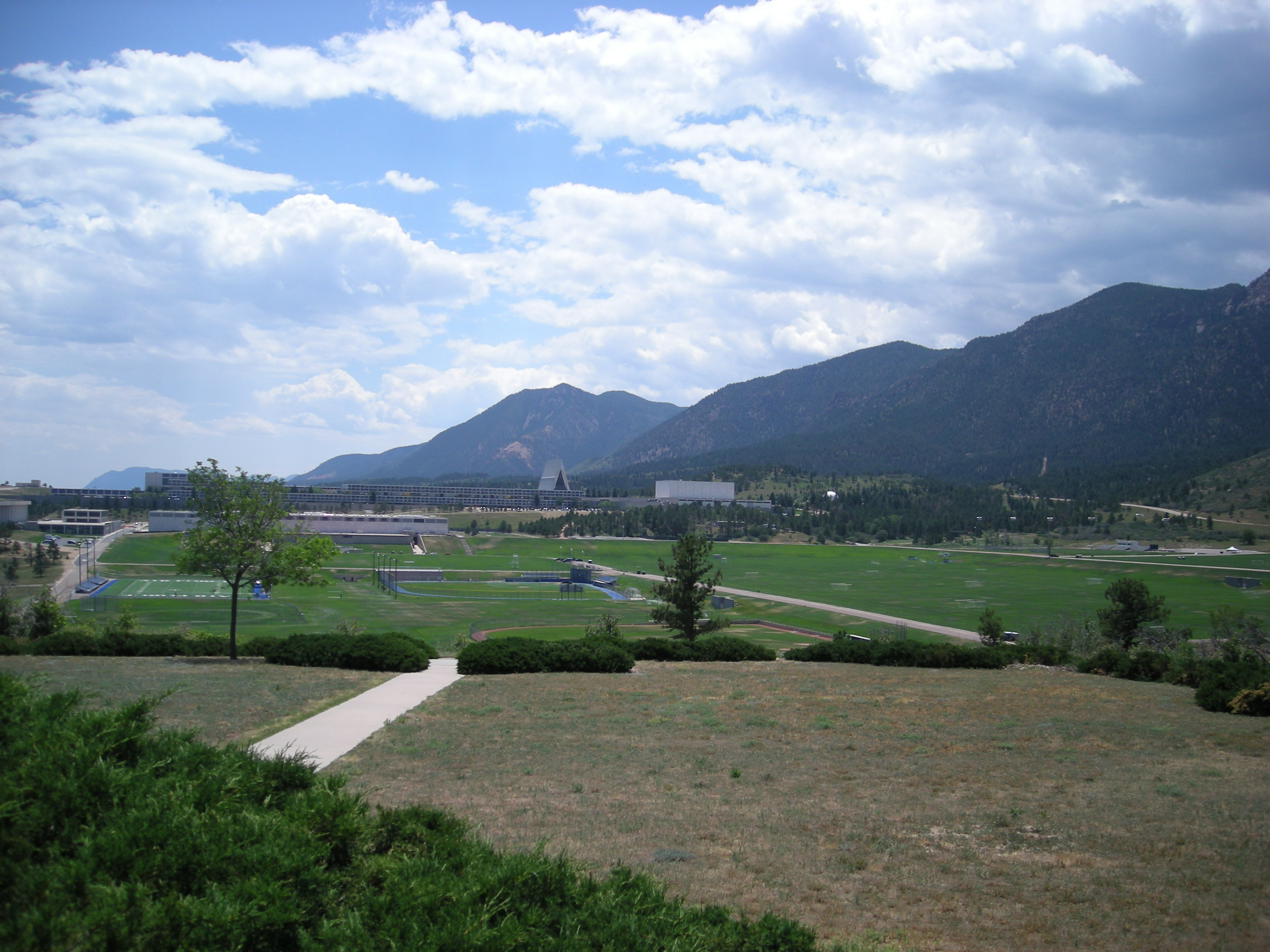
USAFA-Campus, Colorado Springs, August 2007

Bereits in den Anfängen der militärischen Luftfahrt der Vereinigten Staaten regten deren Pioniere wie Brigadegeneral William „Billy“ Mitchell die Gründung einer solchen Institution an, stießen jedoch immer wieder auf den Widerstand der United States Army, der Mutterstreitkraft.
Mit der Ausgliederung der als United States Army Air Forces organisierten Luftstreitkräfte aus dem Heer der Vereinigten Staaten im Jahre 1947 in die neue Teilstreitkraft namens United States Air Force entstand endgültig Bedarf nach qualifizierten Offizieren. Da das von der nun eigenständigen Air Force eingesetzte Gremium kaum politisches Gehör fand, setzte Verteidigungsminister James Forrestal ein regierungsweites Gremium ein, welches ein Generalprogramm für die akademische Ausbildung der Streitkräfte ausarbeiten sollte. Diesem Gremium saß der spätere Präsident der Vereinigten Staaten, Dwight D. Eisenhower, vor, der zu diesem Zeitpunkt noch als Universitätsdirektor der Columbia University tätig war. Sein Stellvertreter war Robert Steams, Präsident der University of Colorado.
Im Sommer 1950 befand das Gremium, dass der Bedarf der Air Force nach qualifizierten Führungskräften weder akademisch noch personell von den anderen Teilstreitkräften zu decken sei und empfahl die Gründung einer eigenständigen Institution im Dienste der Luftstreitkräfte der Vereinigten Staaten, wobei der Anteil ihrer Absolventen langfristig zu keinem Zeitpunkt weniger als 40 Prozent des gesamten Offizierskorps der Teilstreitkraft ausmachen sollte.
Am 1. Mai 1954 unterzeichnete Eisenhower als Präsident den Air Force Academy Act, mit dessen Beschluss der Kongress seine Zustimmung zur Gründung einer Air Force-Akademie erteilt hatte. Daraufhin bereiste Harold E. Talbott, damaliger Secretary of the Air Force, 45 Bundesstaaten und wählte nach einer Besichtigung von etwa 580 Orten ihren heutigen Standort aus, wobei sich der US-Bundesstaat Colorado mit 1 Mio. US-Dollar am Kauf des Grundstücks beteiligte. Während der Bauphase wurde der erste Jahrgang, der aus 306 Kadetten bestand, auf der Lowry Air Force Base nahe Denver, Colorado untergebracht. Hubert R. Harmon, der sich besonders stark für die Gründung der Akademie eingesetzt hatte, wurde aus dem Ruhestand zu ihrem Leiter berufen.
In einer feierlichen Zeremonie am 29. August 1958 zogen 1.145 Kadetten in den Neubau ein, während Major General Briggs die Leitung übernahm. Zeitweilig stieg die Anzahl bis auf knapp 4.400 Kadetten (1964), allerdings wurde dies auf einen bis heute gültigen Stand von 4.000 zurückgeführt.
Kontrovers diskutierte die Air Force-Führung die Zulassung von weiblichen Anwärtern zur Akademie, die Präsident Gerald Ford im Oktober 1975 vornahm. Die ersten Frauen traten 1976 der Akademie bei und schlossen 1980 ab.
Am 1. April 2004 erhielt der Bereich für die Kadetten als Historic District den Status einer National Historic Landmark. Am gleichen Tag wurde er unter der Bezeichnung United States Air Force Academy, Cadet Area in das National Register of Historic Places aufgenommen.
Im Jahre 2020 machten die ersten Kadetten aus der United States Space Force ihren Abschluss und wurden als Leutnants in den Weltraumstreitkräften übernommen.

## Curriculum

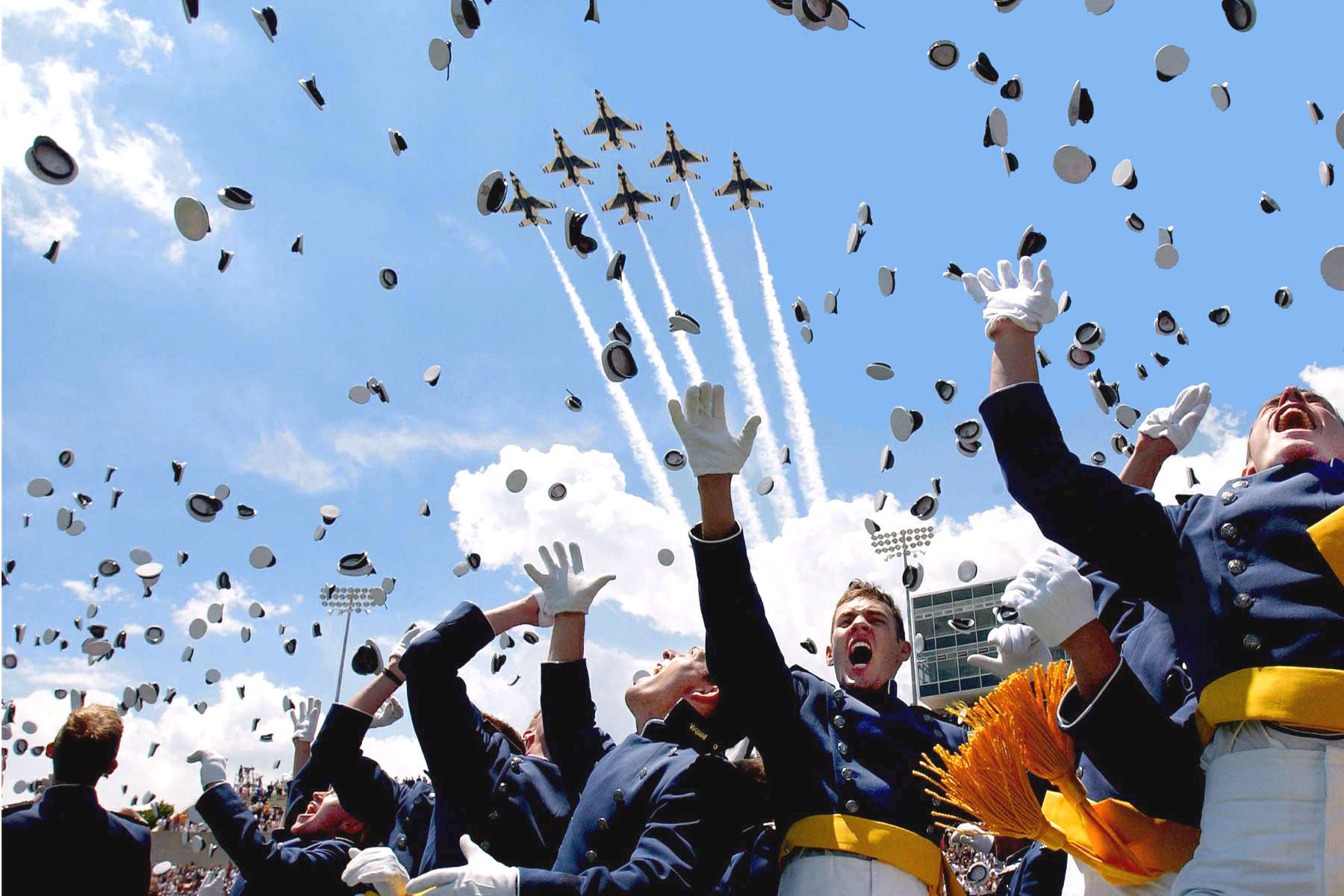
Graduierungsfeier

Es gibt folgende Academic Departments:
- Basic Sciences Division
- Engineering Division
- Humanities Division
- Social Sciences Division

Es können 27 Hauptfächer und 18 Nebenfächer studiert werden. Nach einem vierjährigen Studium wird den Absolventen der Grad eines Bachelor of Science verliehen, außerdem erhalten sie in der Regel ihr Offizierspatent und den Dienstgrad eines Second Lieutenant der United States Air Force oder United States Space Force.
Einige wenige Absolventen lassen sich in andere Teilstreitkräfte versetzen oder erhalten aufgrund fehlender medizinischer Eignung lediglich den akademischen Grad, aber kein Offizierspatent.
1959 wurden die Harmon Memorial Lectures in Military History eingerichtet.

## Sport

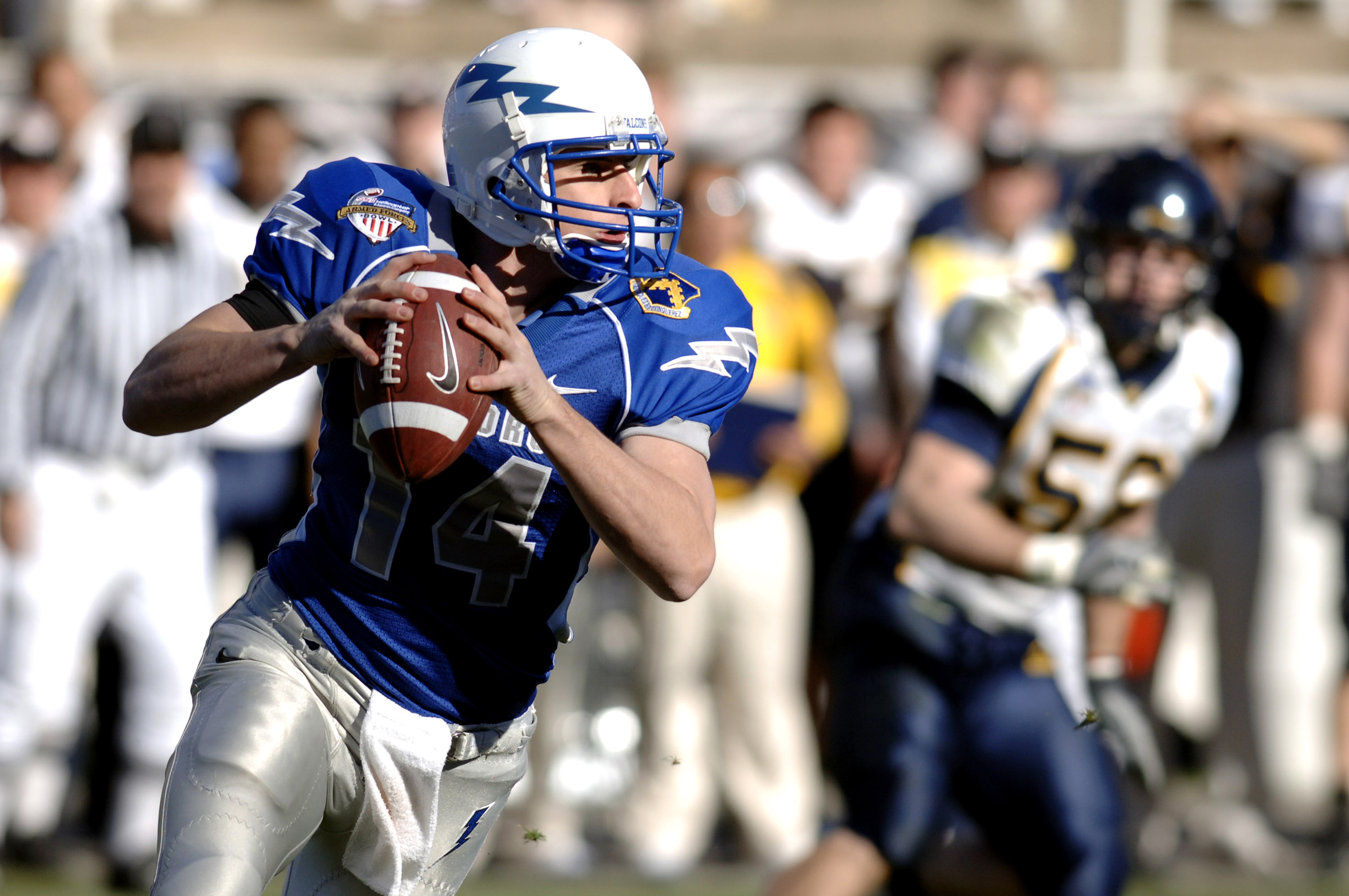
Quarterback Shea Smith beim Werfen eines Balles in einem College-Football-Spiel.

Das Falcon Stadium, das sich auf dem Gelände der US Air Force Academy befindet, ist die Heimat des US Air Force Academy-Football-Teams. Es werden dort Spiele gegen Football-Teams anderer Universitäten in den USA ausgetragen. Die Spiele können ohne Einschränkungen von Touristen besucht werden.
Eine Kuriosität ist, dass bei Erzielung neuer Punkte des US Air Force Academy-Teams alle Kadetten von ihrer Tribüne auf das Spielfeld gehen und so viele Liegestütze machen, wie das Team insgesamt an Punkten hat.

## Tourismus
Jährlich besuchen ca. 1,5 Millionen Touristen die Akademie, sie ist damit eine der beliebtesten Sehenswürdigkeiten Colorados. Ein gut sortiertes Besucherzentrum verkauft Andenken und informiert über die Geschichte der Einrichtung. Führungen für Besucher werden angeboten. Ein B-52-Bomber, ein Planetarium, das Football-Stadion der Falcons und eine mittägliche Parade (Noon Meal Formation) sind weitere bei Touristen beliebte Stationen.
Auffälligstes Bauwerk auf dem Gelände ist wohl die multikonfessionelle Air Force Academy Cadet Chapel mit ihren 17 Aluminium-Spitzen. Sie enthält getrennte Räumlichkeiten für Anhänger mehrerer Glaubensrichtungen, ist also kein christlicher Gebetsraum im engeren Sinne. Im oberen Stockwerk ist die protestantische Kapelle untergebracht, während sich die katholischen, jüdischen und buddhistischen Gebetsräume auf das darunterliegende verteilen.

## Sonstiges
Der Academy Boulevard, eine der längsten und bedeutendsten Straßen in Colorado Springs (abgesehen vom Interstate Highway 25), ist nach der US Air Force Academy benannt und fängt auch bei ihr an.
Das Motto der Academy lautet „per aspera ad astra“, wörtlich: „Durch das Rauhe zu den Sternen“.
Die Akademie hat als Air Force-Ableger auch einen eigenen Flugplatz mit IATA-Code „AFF“ und ICAO-Code „KAFF“.

## Bekannte Absolventen
| - Alonzo Babers (* 1961), 1983, Olympiasieger Los Angeles 1984 Leichtathletik - Brian Billick (* 1954), kein Abschluss, American-Football-Spieler und -Trainer - John Elmer Blaha (* 1942), 1965, Astronaut - Michael John Bloomfield (* 1959), 1981, Astronaut - Karol Joseph Bobko (1937–2023), 1959, Astronaut polnischer Abstammung - Eric Allen Boe (* 1964), 1987, Astronaut - Grady Booch (* 1955), 1977, Informatiker und Pionier der Softwaretechnik - Roy Dunbard Bridges (* 1943), 1965, Astronaut und ehemaliger Direktor des Kennedy Space Center - Curtis Brown (* 1956), 1978, Astronaut - John Howard Casper (* 1943), 1965, Astronaut - Harry Chapin (1942–1981), kein Abschluss, Sänger - Kevin P. Chilton (* 1954), 1976, Astronaut und Kommandeur des United States Strategic Command - Richard Oswalt Covey (* 1946), 1969, Astronaut - Benjamin Alvin Drew (* 1962), 1984, Astronaut - Brian Duffy (* 1953), 1975, Astronaut - James Patrick Dutton (* 1968), 1991, Astronaut - Guy Spence Gardner (* 1948), 1969, Astronaut - Ben Garland (* 1988), 2010, Footballspieler - Clarence Gilyard junior (1955–2022), kein Abschluss, Schauspieler - Alberto R. Gonzales (* 1955), kein Abschluss, ehemaliger Attorney General - Ronald John Grabe (* 1945), 1966, Astronaut - Frederick Drew Gregory (* 1941), 1964, Astronaut - William George Gregory (* 1957), 1979, Astronaut - Sidney McNeill Gutierrez (* 1951), 1973, Astronaut - James Donald Halsell (* 1956), 1978, Astronaut | - Lloyd Blaine Hammond (* 1952), 1973, Astronaut - Susan Jane Helms (* 1958), 1980, Astronautin - Chad Hennings (* 1965), 1987, American-Football-Spieler - Terence Thomas Henricks (* 1952), 1974, Astronaut - Gregory Harold Johnson (* 1962), 1984, Astronaut - Thomas David Jones (* 1955), 1977, Astronaut - James McNeal Kelly (* 1964), 1986, Astronaut - Kevin Richard Kregel (* 1956), 1978, Astronaut - Mark Charles Lee (* 1952), 1974, Astronaut - Steven Lindsey (* 1960), 1982, Astronaut - Nicole Malachowski (* 1974), 1996, Erste Pilotin der Thunderbirds - Donald Ray McMonagle (* 1952), 1974, Astronaut - Miles O’Keeffe (* 1954), kein Abschluss, Schauspieler - William Arthur Pailes (* 1952), 1974, Astronaut - Gary Eugene Payton (* 1948), 1971, Astronaut - Gregg Popovich (* 1949), 1970, Basketballtrainer - Jody Powell (1943–2009), kein Abschluss, Pressesprecher des Weißen Hauses unter Präsident Jimmy Carter - Charles Joseph Precourt (* 1955), 1977, Astronaut - Norton A. Schwartz (* 1951), 1973, Chief of Staff of the Air Force - Richard Alan Searfoss (1956–2018), 1978, Astronaut - Ronald Michael Sega (* 1952), 1974, Astronaut - Loren James Shriver (* 1944), 1967, Astronaut - Bill Stealey (* 1947), 1970, Unternehmer - Chesley Sullenberger (* 1951), 1973, bekannt durch die erfolgreiche Notwasserung des US-Airways-Fluges 1549 auf dem Hudson River - Charles Lacy Veach (1944–1995), 1966, Astronaut - Terry Wayne Virts (* 1967), 1989, Astronaut - Heather Wilson (* 1960), 1982, Politikerin |

## Kontroversen
Das United States Air Force Office of Special Investigations soll teilweise in der Akademie Spitzel dazu genötigt haben, ihre Kommilitonen mittels sog. Sexfallen auszuspionieren, wie zum Beispiel im Fall von Adam DeRito.
Anfang der 2000er Jahre kam es zu massiven sexuellen Übergriffen an der Akademie. Viele Frauen beklagten sich über dort zunehmende sexuelle Gewalt bis hin zu Vergewaltigungen. Es folgten mehrere Untersuchungen. Als Ergebnis wurde der Leitung der Akademie Unfähigkeit vorgeworfen diesen Missständen Einhalt zu gebieten. Der damalige Superintendent John R. Dallager und drei weitere leitende Offiziere wurden ihrer Posten enthoben. Dallager wurde um einen Rang zum Generalmajor zurückgestuft und zum 1. September 2003 pensioniert.

## Liste der Superintendenten der United States Air Force Academy
| Nr. | Name                                           | Bild                  | Beginn der Berufung | Ende der Berufung  |
| --- | ---------------------------------------------- | --------------------- | ------------------- | ------------------ |
| 1   | Generalleutnant Hubert R. Harmon               | Hubert R. Harmon      | 27. Juli 1954       | 28. Juli 1956      |
| 2   | Generalmajor James E. Briggs                   | James E. Briggs       | 28. Juli 1956       | 17. August 1959    |
| 3   | Generalmajor William S. Stone                  | William S. Stone      | 17. August 1959     | 9. Juli 1962       |
| 4   | Generalmajor Robert H. Warren                  | Robert H. Warren      | 9. Juli 1962        | 1. Juli 1965       |
| 5   | Generalleutnant Thomas S. Moorman              | Thomas S. Moorman     | 1. Juli 1965        | 1. August 1970     |
| 6   | Generalleutnant Albert P. Clark                | Albert P. Clark       | 1. August 1970      | 1. August 1974     |
| 7   | Generalleutnant James R. Allen                 | James R. Allen        | 1. August 1974      | 28. Juni 1977      |
| 8   | Generalleutnant Kenneth L. Tallman             | Kenneth L. Tallman    | 28. Juni 1977       | 16. Juni 1981      |
| 9   | Generalmajor Robert E. Kelley                  | Robert E. Kelley      | 16. Juni 1981       | 16. Juni 1983      |
| 10  | Generalleutnant Winfield W. Scott Jr.          | Winfield W. Scott Jr. | 16. Juni 1983       | 26. Juni 1987      |
| 11  | Generalleutnant Charles R. Hamm                | Charles R. Hamm       | 26. Juni 1987       | 25. Juni 1991      |
| 12  | Generalleutnant Bradley C. Hosmer              | Bradley C. Hosmer     | 25. Juni 1991       | 8. Juli 1994       |
| 13  | Generalleutnant Paul E. Stein                  | Paul E. Stein         | 8. Juli 1994        | 1. August 1997     |
| 14  | Generalleutnant Tad J. Oelstrom                | Tad J. Oelstrom       | 1. August 1997      | 9. Juni 2000       |
| 15  | Generalleutnant John R. Dallager               | John R. Dallager      | 9. Juni 2000        | 10. April 2003     |
|     | Brigadegeneral John A. Weida (kommissarisch)   | John A. Weida         | 10. April 2003      | 9. Juli 2003       |
| 16  | Generalleutnant John W. Rosa                   | John W. Rosa          | 9. Juli 2003        | 24. Oktober 2005   |
| 17  | Generalleutnant John F. Regni                  | John F. Regni         | 24. Oktober 2005    | 9. Juni 2009       |
| 18  | Generalleutnant Michael C. Gould               | Michael C, Gould      | 9. Juni 2009        | 12. August 2013    |
| 19  | Generalleutnant Michelle D. Johnson            | Michelle D. Johnson   | 12. August 2013     | 11. August 2017    |
| 20  | Generalleutnant Jay B. Silveria                | Jay B. Silveria       | 11. August 2017     | 23. September 2020 |
| 21  | Generalleutnant Richard M. Clark               | Richard M. Clark      | 23. September 2020  | 1. Juni 2024       |
|     | Generalmajor Thomas P. Sherman (kommissarisch) | Thomas P. Sherman     | 1. Juni 2024        | 2. August 2024     |
| 22  | Generalleutnant Tony D. Bauernfeind            | Tony D. Bauernfeind   | 2. August 2024      |                    |